# Jaume Bartumeu
Jaume Bartumeu Cassany (Andorra la Vieja, 10 de noviembre de 1954) es un político y abogado andorrano. 

## Trayectoria profesional
Licenciado en Derecho por la Universidad de Barcelona, fue Jefe de Gobierno de Andorra desde 2009 hasta 2011. Abogado inscrito en el Colegio de Abogados de Andorra desde el año 1982, es también un político. Es casado y con dos hijos.
Es miembro fundador del Partido Socialdemócrata de Andorra, del cual ha sido primer Secretario de 2000 a 2004.
Durante mayo de 2008 fue proclamado por el Partido Socialdemócrata de Andorra candidato a Jefe de Gobierno de Andorra, para las Elecciones Generales de 26 de abril de 2009. Las ganó con 14 escaños de 28 totales.
El 19 de abril de 2013 abandona el Partido Socialdemócrata de Andorra y el 25 de mayo participa en la Asamblea Constituyente de la asociación Socialdemocràcia i Progrès d'Andorra, de cuyo Consejo Nacional es miembro.

## Trayectoria pública
- 2011-2015: Presidente del grupo parlamentario Socialdemócrata hasta el 19 de abril de 2013. Presidente del grupo parlamentario mixto desde entonces.
- 2009-2011: Vencedor en las elecciones del 26 de abril, con el 45,03% de los sufragios. Prometió el cargo de presidente del Gobierno el 10 de junio.
- 2001-2009: Consejero general (parlamentario), presidente del grupo parlamentario socialdemócrata en el Consejo General de Andorra. Miembro de la Delegación Andorrana en el Consejo de Europa de 2004 a 2008.
- 1993-2001: Consejero general (parlamentario), presidente del grupo parlamentario Nova Democracia. Miembro de la Delegación Andorrana en el Consejo de Europa de 1995 a 2001.
- 1992-1993: Consejero general (parlamentario) por la parroquia de Andorra la Vieja, miembro de la comisión legislativa encargada del proceso constitucional y de la Comisión Permanente del Consejo General de Andorra.
- 1990-1992: Ministro de Finanzas, Comercio e Industria del Gobierno de Andorra.

Otros
- Fundador de la Comisión de la Cultura y de los Derechos Humanos del Colegio de Abogados de Andorra (1983).
- Miembro de la Junta de Gobierno del Colegio de Abogados de Andorra desde 1986 a 1989.
- Miembro (1987-1990) del Comité Ejecutivo de la Asociación Internacional de Jóvenes Abogados (AIJA) con sede en Bruselas.
- Durante su trayectoria legislativa ha sido nombrado miembro de la Asamblea Parlamentaria del Consejo de Europa desde el 1995 al 2001. En el año 2004 fue nuevamente nombrado miembro de la delegación andorrana del Consejo de Europa hasta el mes de abril de 2008.
- Su actividad en el ámbito europeo le permitió ser nombrado en el año 2004 Vicepresidente de la Subcomisión de los Derechos Humanos de la Asamblea Parlamentaria. El mes de junio de 2005 fue elegido Presidente de la Comisión sobre los problemas criminales y la lucha contra el terrorismo. Este cargo lo renovó nuevamente el 12 de abril de 2006 en Estrasburgo.
- También ha sido representante de los parlamentarios del Consejo de Europa en el grupo de Estados contra la corrupción (GRECO).
- Desde el mes de enero de 2007 hasta el 2008 fue, además, miembro de la dirección socialista de la Asamblea parlamentaria del Consejo de Europa.